# Aphelion
Aphelion (с англ. — «Апогелий») — третий студийный альбом австрийской группы Edenbridge в жанре симфоник-пауэр-метал, вышедший в 2003 году.

## Список композиций
Автор всех песен — Ланваль (Арне Стокхаммер), клавишник группы. Обложка художника Маркуса Майера.
1. «The Undiscovered Land» — 6:08
2. «Skyward» — 4:39
3. «The Final Curtain» — 4:44
4. «Perennial Dreams» — 4:57
5. «Fly at Higher Game» — 4:48
6. «As Far as Eyes Can See» — 4:35
7. «Deadend Fire» — 4:25
8. «Farpoint Anywhere» — 4:13
9. «Red Ball in Blue Sky» — 9:11
10. «Whispering Gallery»— 5:17
11. «On the Verge of Infinity» — 4:52

## Участники записи
- Сабина Эдельсбахер — вокал
- Ланваль — клавишные, фортепиано, лидер-, ритм- и акустические гитары, бузуки
- Стефан Модель — бас-гитара
- Андреас Эйблер — гитара
- Роланд Навратил — ударные
- Ди Си Купер — вокал (9)